# Campo de Borja (DO)

Les quatre appellations de la région d'Aragon, (Espagne)

Le Borja es un vin d'Espagne à l'appellation d'origine contrôlée. La zone de production se trouve au Nord-Ouest de la province de Zaragoza, formée par 16 municipalités dont le chef lieu est la ville de Ainzon où se trouve le conseil régulateur du vin. Il y a 15 caves inscrites.

## L'environnement
Cette région s'étend au pied du Moncayo, le relief est doux, formé par des plaines entre 350 et 700 mètres d'altitude. Le cers, un vent foid et sec du Nord-Ouest est le vent dominant, et le climat est continental.
À moins de 70 km de Saragosse se trouve Borja, chef-lieu de la comarque, sur la rive droite de la rivière Huecha.

## Cépages
- Rouges: Cabernet Sauvignon, Merlot, Syrah, Tempranillo, Grenache et Mazuela (Carignan N).
- Blancs: Macabeu, Chardonnay, Muscat d'Alexandrie.

## Communes appartenant à l'AOC
Les communes de la DO Campo de Borja se trouvent dans la comarque du Campo de Borja.
Agón, Ainzón, Alberite de San Juan, Albeta, Ambel, Bisimbre, Borja, Bulbuente, El Buste, Bureta, Fréscano, Fuendejalón, Magallón, Maleján, Mallén, Pozuelo de Aragón, Tabuenca et Vera de Moncayo.

## Millésimes
- 1980 Bonne
- 1981 Très Bonne
- 1982 Bonne
- 1983 Moyenne
- 1984 Moyenne
- 1985 Très Bonne
- 1986 Bonne
- 1987 Bonne
- 1988 Bonne
- 1989 Très Bonne
- 1990 Bonne
- 1991 Très Bonne
- 1992 Très Bonne
- 1993 Bonne
- 1994 Bonne
- 1995 Bonne
- 1996 Bonne
- 1997 Bonne
- 1998 Bonne
- 1999 Bonne
- 2000 Excellente
- 2001 Très Bonne
- 2002 Bonne
- 2003 Bonne
- 2004 Bonne
- 2005 Excellente
- 2006 Bonne
- 2007 Très Bonne
- 2008 Bonne

## Caves
- Borsao
- Bodegas Aragonesas
- Bodegas Caytusa
- Bodegas Mareca
- Bodegas Bordejé

### Sources
1. ↑  (es) Heraldo de Aragón, « La uva (mucha menos) ya está en las bodegas de Aragón », sur heraldo.es, 27 octobre 2024 (consulté le 5 janvier 2025)
2. ↑  (es) « Campo de Borja integrará nuevas etiquetas para destacar sus Garnachas históricas », 18 décembre 2024 (consulté le 5 janvier 2025)

- (es) Cet article est partiellement ou en totalité issu de l’article de Wikipédia en espagnol intitulé « Campo de Borja (vino) » (voir la liste des auteurs).